# Phyllanthus myrtaceus
Phyllanthus myrtaceus är en emblikaväxtart som beskrevs av Otto Wilhelm Sonder. Phyllanthus myrtaceus ingår i släktet Phyllanthus och familjen emblikaväxter. Inga underarter finns listade i Catalogue of Life.